# Масс-старт (биатлон)

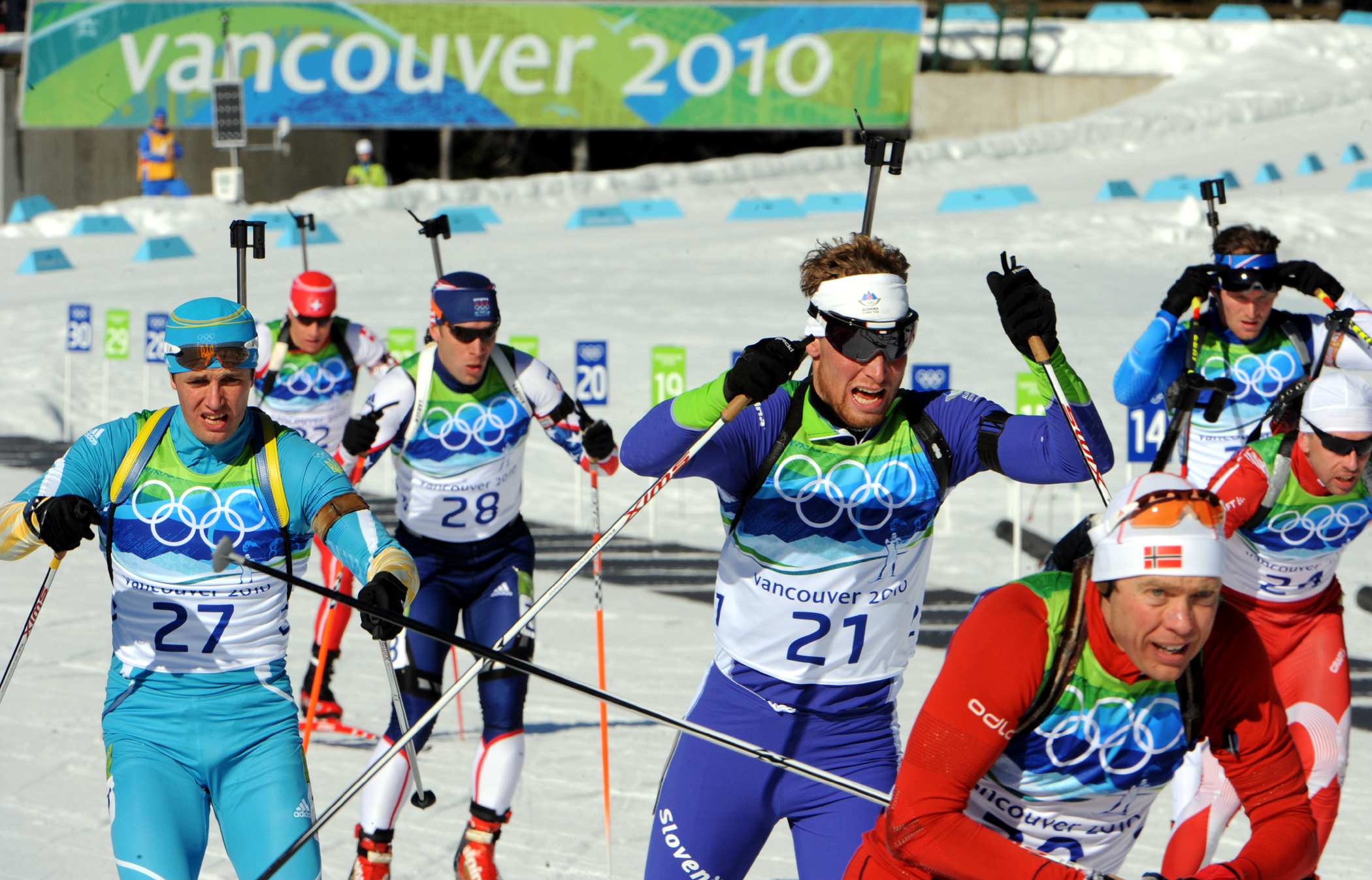
Мужской масс-старт на зимних Олимпийских играх 2010 года

Масс-ста́рт (или гонка с общего старта) — вид биатлонной гонки на 15 км у мужчин, 12,5 км у женщин и юниоров, 10 км у юниорок и юношей, и 7,5 км у девушек с четырьмя огневыми рубежами. Она состоит из пяти кругов по 3 км у мужчин, 2,5 км у женщин и юниоров, 2 км у юниорок и юношей, и 1,5 км у девушек. Биатлонисты (как правило — 30 лучших спортсменов в рамках тех или иных биатлонных соревнований) стартуют одновременно с общего старта. Первая и вторая стрельба — лёжа, третья и четвёртая — стоя. Биатлонисты занимают места на огневых рубежах в соответствии с порядком прихода на стрельбище (на первом — в соответствии с порядком стартового номера). За каждый промах предусмотрено прохождение штрафного круга, равного 150 м.
Начиная с Кубка мира 2011/12 вступают в силу новые правила по допуску спортсменов к масс-старту. Если ранее допускались 30 лучших спортсменов общего зачёта Кубка мира, то теперь к гонке допускают 25 спортсменов согласно общему зачёту Кубка мира, а также 5 спортсменов, не входящих в это число, но набравших наибольшее количество очков за текущий этап. На Олимпийских играх и чемпионатах мира в масс-старте участвуют все призёры текущих Игр (чемпионата) в спринте, гонке преследования и индивидуальной гонке, 15 лучших в общем зачёте Кубка мира, остальные (от 6 до 15 человек) добираются по набранным очкам на текущих Олимпийских играх (чемпионате мира).
В Кубке мира ведётся отдельный зачёт по этой дисциплине. По итогом сезона победители среди мужчин и женщин получают Малый хрустальный глобус.
Масс-старт — один из самых молодых видов биатлонных гонок. На зимних Олимпийских играх масс-старты впервые прошли в 2006 году. Первым олимпийским чемпионом в масс-старте стал немецкий биатлонист Михаэль Грайс, а первой олимпийской чемпионкой — шведская биатлонистка Анна Карин Улофссон-Зидек. В программу чемпионатов мира гонка с общего старта была включена в 1999 году. Первым чемпионом мира на этой дистанции стал немецкий биатлонист Свен Фишер, а первой чемпионкой мира — украинская биатлонистка Елена Зубрилова. На этапах Кубка мира масс-старт впервые был проведен на последнем восьмом этапе сезона 1996/1997 в Новосибирске. Эту гонку тогда выиграли австрийский биатлонист Вольфганг Пернер и российская биатлонистка Анна Волкова.
Термин «масс-старт» применяется и к лыжным гонкам, когда все участники стартуют одновременно.